# The Equatorial Stars
The Equatorial Stars – trzeci album duetu Fripp & Eno wydany w 2004 roku przez wytwórnię Discipline Global Mobile. Jego tematem są muzyczne portrety obiektów astronomicznych (gwiazd i gwiazdozbiorów) położonych w okolicach równika niebieskiego: Meissie, gwiazdozbiorowi Lutni, Tarazedowi, gwiazdozbiorowi Wilka, Ankaa, Altairowi i Terebellum.

## Charakterystyka albumu
Po blisko 30 latach, jakie opłynęły od realizacji albumu Evening Star Robert Fripp i Brian Eno wznowili współpracę. Każdy utwór albumu The Equatorial Stars („Gwiazdy równikowe”) jest poświęcony konkretnemu obiektowi astronomicznemu, położonemu w okolicach równika niebieskiego: Meissie, gwiazdozbiorowi Lutni, Tarazedowi, gwiazdozbiorowi Wilka, Ankaa, Altairowi i Terebellum. Muzycy rozpoczęli współpracę dokładnie tam, gdzie ją skończyli zachowując wszystkie te elementy twórcze, które cechowały ich poprzedni wspólny album. Produkcją zajął się Brian Eno. Jego gra na instrumentach klawiszowych stanowi tło dla delikatnych, nastrojowych i lirycznych solówek Frippa, nie przypominających tych z okresu Frippertronics z lat 80. ubiegłego stulecia, słyszalnych na takich jego albumach, jak God Save the Queen/Under Heavy Manners czy Let the Power Fall. Wyrazem takiego podejścia są trzy pierwsze utwory albumu: „Meissa”, „Lyra” i „Tarazed”, wolne, wyciszone i przestrzenne, którym muzycy nadali postać międzygalaktycznej, hipnotycznej i ulotnej dźwiękowej medytacji. „Ankaa”, utwór z klasycznym brzmieniem gitary Frippertronics jest najbardziej podobny muzycznie do Evening Star. Ostatnie utwory Gwiazd Równikowych, „Lupus” i „Terebellum” utrzymane są w nieco agresywniejszej tonacji, zaś „Altair” został dodatkowo urozmaicony rytmem funky, z odrobiną basu i dźwięku gitary rytmicznej.

## Lista utworów
Zestaw utworów na płycie CD:
| 1. | Meissa     | 8:08  |
|    |            |       |
| 2. | Lyrasis    | 7:45  |
|    |            |       |
| 3. | Tarazed    | 5:03  |
|    |            |       |
| 4. | Lupus      | 5:09  |
|    |            |       |
| 5. | Ankaa      | 7:01  |
|    |            |       |
| 6. | Altair     | 5:11  |
|    |            |       |
| 7. | Terebellum | 9:40  |
|    |            |       |
|    |            | 47:57 |
|    |            |       |

## Twórcy
- Robert Fripp – gitara
- Brian Eno – instrumenty klawiszowe